# Nosara

Tỉnh Guanacaste

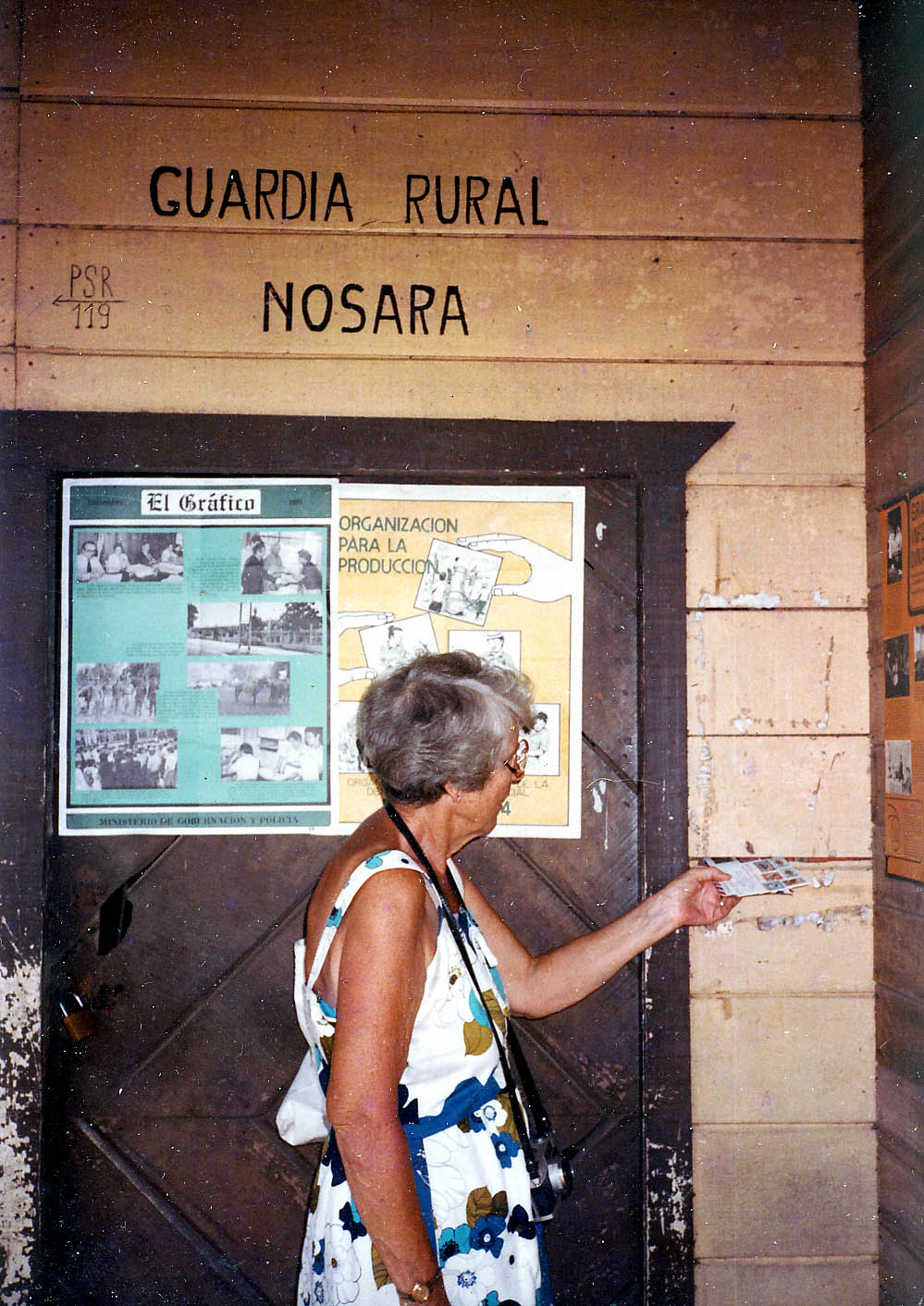
Chỗ gửi thư tại Nosara, 1984.

Nosara là một thành phố thuộc tổng Nicoya, tỉnh Guanacaste của Costa Rica bên bờ biển Thái Bình Dương.

## Lịch sử
Tỉnh Guanacaste nằm thuộc về Nicaragua trong thời kỳ thuộc địa. Mãi cho đến sau khi các quốc gia Trung Mỹ giành được độc lập từ Tây Ban Nha nó  mới trở về lại với Costa Rica vào ngày 25 Tháng 7 năm 1825. Chính phủ công nhận ngày này như một ngày lễ quốc gia, mặc dù các đường ranh giới không thay đổi cho đến năm 1858.

## Bộ Ảnh

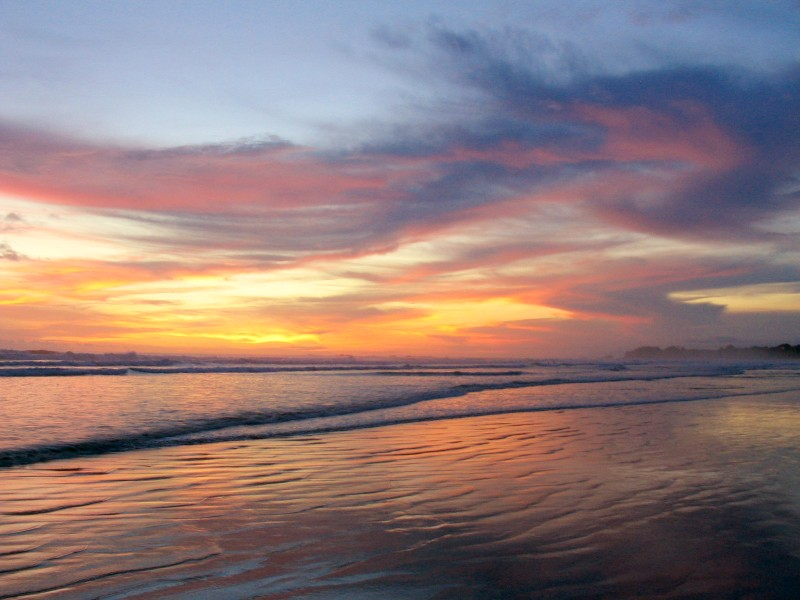
Hoàng hôn ở Playa Guiones
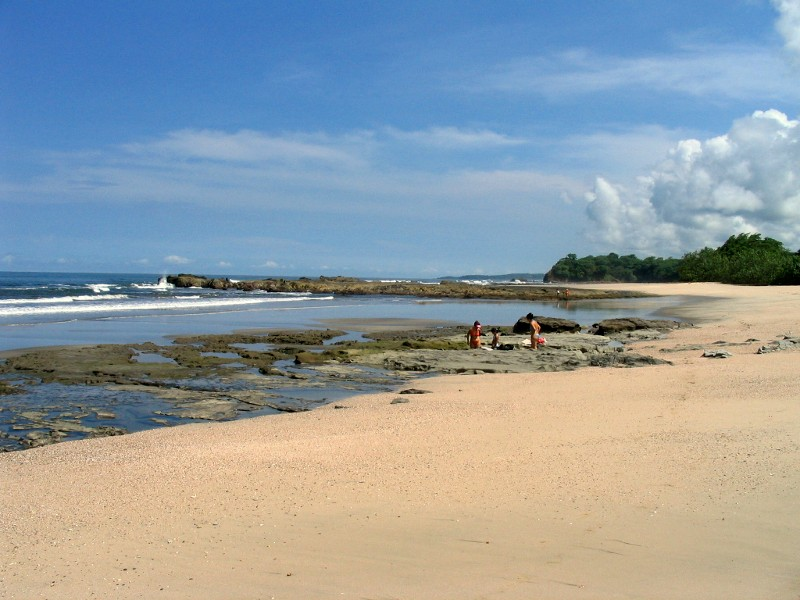